# JR Shikoku série 8000
La série 8000 (8000系, 8000-kei) est un type de rame automotrice exploitée par la compagnie Shikoku Railway Company (JR Shikoku).

## Description
Les rames sont composées de 3 caisses (5 rames) ou 5 caisses (6 rames) fabriquées par Hitachi et Nippon Sharyo.
À l'intérieur, les sièges sont en disposition 2+2 en classe standard et 2+1 en Green car (première classe).

## Histoire
La première rame de la série 8000 est entrée en service le 19 septembre 1992 et l'ensemble des rames sont en service depuis le 18 mars 1993.
Depuis 2023, les rames font l'objet d'un nouveau programme de rénovation après celui de 2004-2006. Elles recevront une nouvelle livrée basée sur celle de la série 8600, ainsi que des équipements de traction améliorés, des espaces pour usagers en fauteuils roulants, des prises de courant, des sièges rembourrés et des toilettes de style occidental. L’ensemble des rames devrait être rénové d’ici 2027.

## Affectation
Les rames de la série 8000 assurent les services Limited express suivants :
- Shiokaze entre Okayama et Matsuyama,
- Ishizuchi entre Takamatsu et Matsuyama.

## Galerie photos

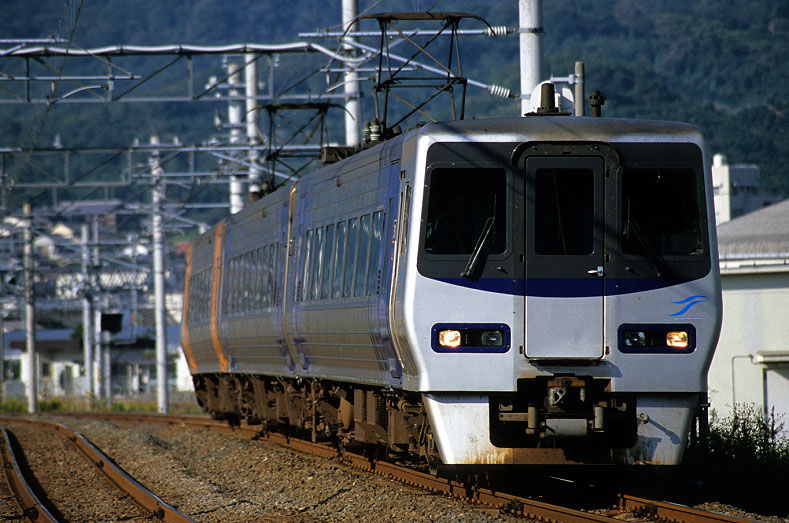
Rame à 3 caisses avec la face avant plate pour le couplage de 2 rames.
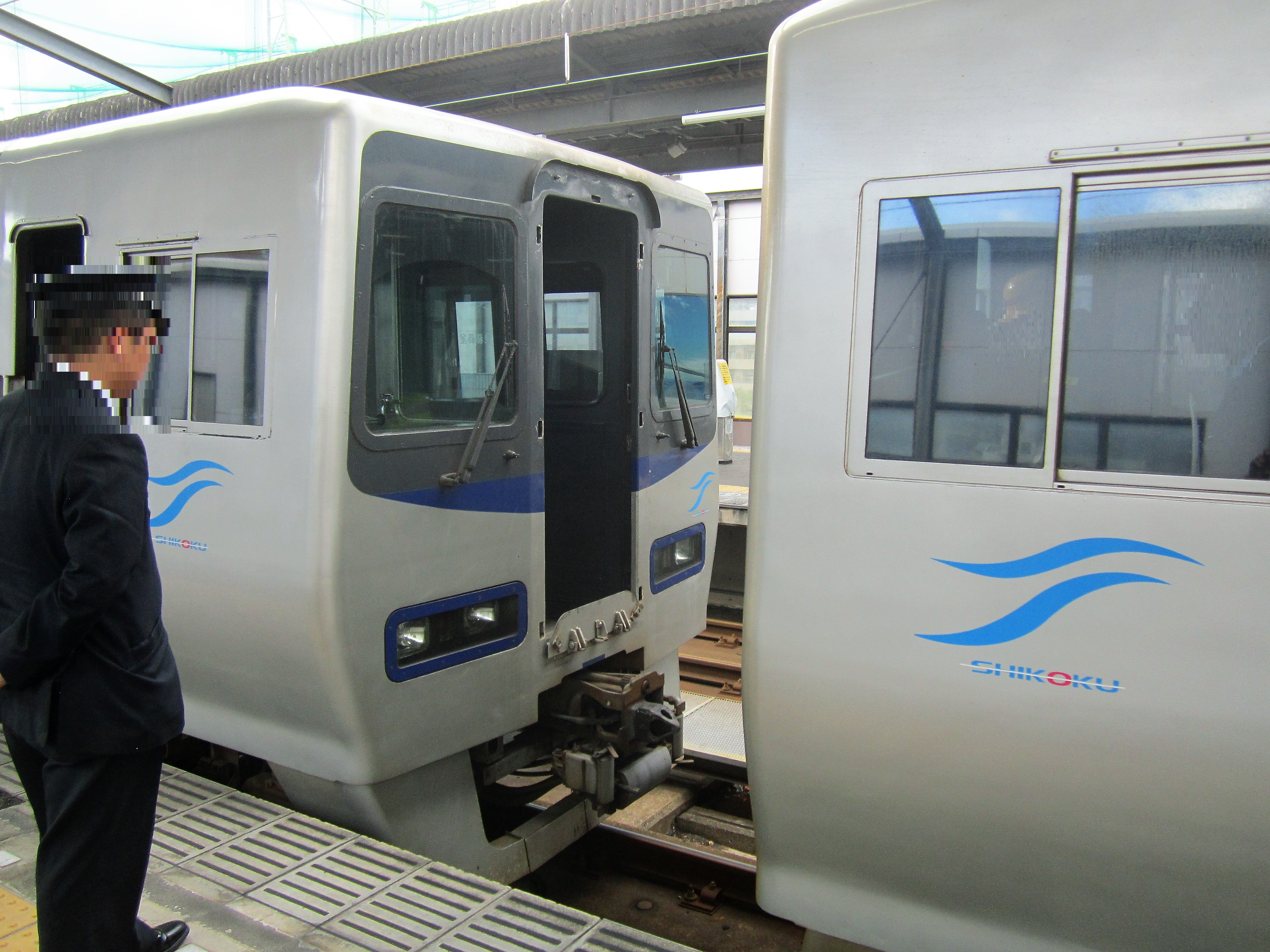
Couplage de 2 rames.
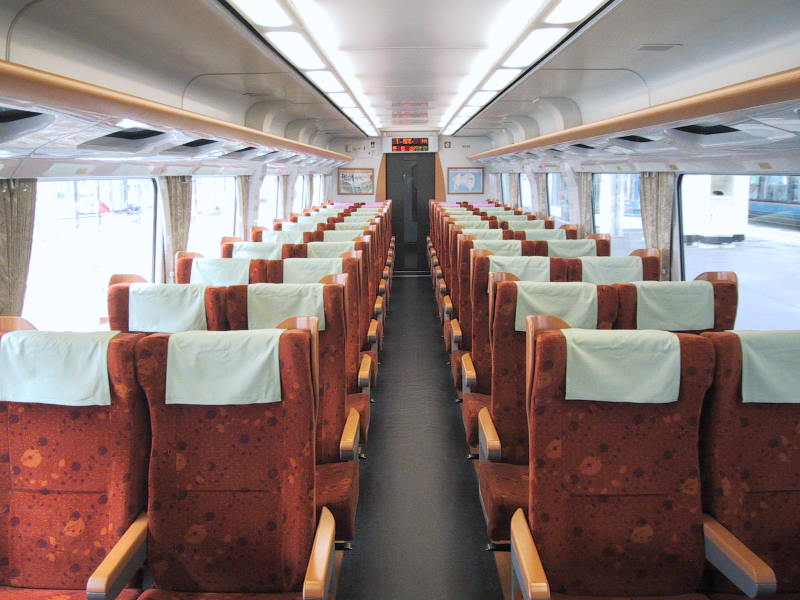
Intérieur de la classe standard.